# Paul Mirat
Pour les articles homonymes, voir Mirat (homonymie).
Basile-Paul Mirat, est né le 24 janvier 1885 à Pau et mort le 6 juillet 1966 à Meillon. Propriétaire d'un important haras de pur-sang, instructeur militaire aux États-Unis, président de la chambre d'agriculture des Basses-Pyrénées, journaliste, maire de Meillon, il est également flûtiste, dessinateur, caricaturiste, peintre mais aussi poète. Sportif accompli, il est cavalier, champion de boxe du Sud-Ouest et bobeur,.

## Famille et jeunesse
Le premier recensement du Béarn, ordonné par Gaston Febus en 1386, indique la présence de la famille Mirat à Meillon. Vers 1830, son grand-père, Jean Mirat (1817-1893), est propriétaire de l'auberge relais de poste et élève des chevaux de remonte.
Le père de Paul Mirat, Lambert Mirat (1841-1921), épouse Lucie Lacaze (1859-1940) ; il crée son haras à Meillon en 1890. Doublé d'un entrepreneur, il fonde une marbrerie sur le Néez, à Gan. Associé au brasseur Octave Heid, ils créent la première centrale hydroélectrique sur le Gave de Pau qui fournira l'électricité du Pau de la Belle Époque. Également associé avec Raphaël Milliès-Lacroix, ils fonderont quatre magasins d'ameublement à l'enseigne "A la Ville de Londres", à Dax, Mont-de-Marsan, Biarritz et Pau. À Meillon, Lambert veille attentivement sur ses élevages de vaches béarnaises et de chevaux de sport qui lui vaudront de multiples récompenses. Il occupe également le poste d'adjoint au maire de Pau, Henri Faisans.

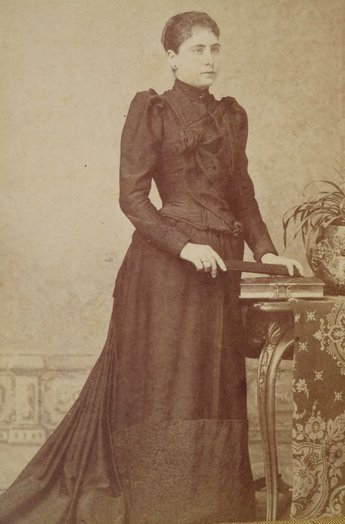
Lucie Lacaze, la mère de Paul Mirat

Paul Mirat a deux frères : Gaston (1881-1955) qui prendra le relais du magasin familial de Pau. Musicien et musicologue, il arpentera les vallées pyrénéennes pour collecter les musiques et paroles des chants béarnais traditionnels. Adjoint au maire de Pau, Gaston Lacoste, Gaston Mirat fonde en 1921 l'École de Musique de Pau, et participe en 1923 à la création de l'Académie de Béarn aux côtés du docteur Georges Sabatier. Le dernier de la fratrie est Jean Mirat (1899-1959), Chevalier de la Légion d’Honneur, docteur en droit, avocat à la Cour d'appel de Paris, membre du Conseil de l’Ordre, bâtonnier désigné, prix Horace Helbronner (1925), et auteur de : L’obligation alimentaire entre époux en cas de divorce (1930).

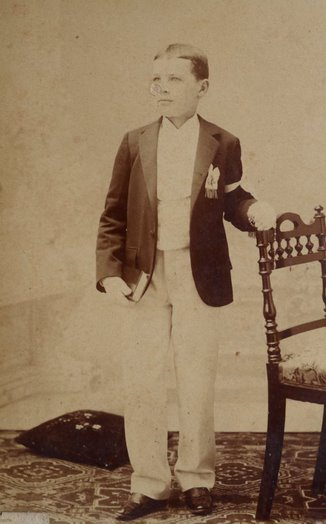
Paul Mirat, 1895

En 1898, exclu du lycée de Pau pour indiscipline, Paul Mirat est envoyé à Paris pour poursuivre ses études au Collège Stanislas, où il retrouve son frère Gaston, étudiant en médecine. Les deux frères s'installent au cœur de Montmartre de 1898 à 1902 où ils suivent l'enseignement de la Schola Cantorum : Gaston est inscrit en composition, Paul prend des cours de flûte. De retour à Pau, Paul Mirat effectue son service militaire au 18e Régiment d'Infanterie entre 1903 et 1906. Il reçoit les félicitations du Préfet pour avoir courageusement stoppé un attelage emballé rue Serviez. Avant l'âge de 20 ans, il remporte le concours hippique de Toulouse, sur une jument dérobée au haras paternel.
Pau est à l'époque une des plus prestigieuses villégiatures hivernales du monde, la ville est surnommée "La Reine des Sports". Les courses de chevaux, le Pau Hunt, l'école d'aviation fondée par les frères Wright, le Cercle anglais, le Palais d'Hiver, le Petit Casino attirent le jeune artiste en herbe qui croque les étrangers en villégiature, mais aussi le quotidien des Palois et les petits métiers. Avec Henri de Montebello et Louis Sallenave, Paul Mirat crée une troupe de théâtre, "Le Carillon", qui connaîtra de beaux succès de Bordeaux à Biarritz. Ses caricatures à l'encre de Chine circulent dans la presse locale. Il immortalise les visiteurs prestigieux du Pau de la Belle Époque, ainsi que leurs attelages : mail-coaches, tilburies, fiacres, victorias, landaus, et les premières automobiles,.
En 1906, libéré des obligations militaires, Paul Mirat se rend au Mexique où son oncle Maurice Lacaze, polytechnicien, est responsable de la sécurité des Chemins de fer à Veracruz (Mexique). Il en profite pour sillonner le continent américain pendant deux ans, visitant Paraiso Novillero, Tampico, l'Arizona, la basse Californie et New York. Il séjourne en Écosse et en Irlande avant de s'installer à Londres, de 1908 à 1914, comme dessinateur de mode pour le célèbre magasin Swan and Edgar sur Piccadily Circus.

## Première guerre mondiale

### En guerre au83eRI et au156eRIP
Dès la déclaration de guerre, Mirat quitte Londres et revient à Pau. Le 11 août 1914, il incorpore le 83e RI (Régiment d'Infanterie) stationné à Toulouse et Saint-Gaudens et fait mouvement vers le front. Composé de Basques, de Landais et de Toulousains, c’est sous le commandement du colonel Breton qu’il participe le 22 aux combats de Bertrix, dans les Ardennes belges, à une cinquantaine de kilomètres au nord-est de Charleville-Mézières. Le 83e RI perd en quelques heures 15 officiers et 654 hommes.
Les effectifs des bataillons sont alors complétés par les hommes du dépôt. Du 5 au 13 septembre, le 83e RI participe à la bataille de la Marne et se bat à Sompuis, Omey avant d’occuper le village de Perthe-lès-Hurlus. Le 26 septembre, il subit de plein fouet la contre-attaque allemande sans rien céder. Mirat, nommé caporal le 10 octobre, est de tous les combats. Engagé en Champagne durant l’hiver 1914-1915 puis en Artois jusqu’en janvier 1916, le 83e RI reçoit alors pour mission de renforcer le réduit d’Avocourt à l’Ouest de Verdun. C’est à cette époque que Mirat est versé au 156e Régiment d'Infanterie (RI) au sein duquel il est blessé à l’épaule gauche lors des terribles offensives allemandes d’avril 1916 sur le Mort-Homme et les approches de la cote 304,.

### Les corps francs
Nommé sergent le 12 juin 1916, Paul Mirat intègre les corps-francs du régiment à sa demande. Ces unités d'élite, fortes de quelques dizaines d'hommes, sont chargées de missions de "petite guerre". Les nombreuses missions périlleuses qu’il effectue en liaison avec les troupes britanniques lui permettent de faire preuve des plus belles qualités militaires et lui valent une citation à l’ordre de la brigade,.

« Autrefois, j'avais les mains blanches

J'aimais les fleurs, les bois, les champs

N'osais ravir les fruits aux branches

J'aimais les oiseaux et leurs chants.
Autrefois, j'avais les mains blanches

Ecolier distrait, je rêvais

Des longs congés, des courts dimanches,

Mes examens furent mauvais.
Autrefois, j'avais les mains blanches

Et de mon jardin chaque jour,

Foulais au pied grêles pervenches

Rêvant de paix, rêvant d'amour.
Aujourd'hui si mes mains sont noires

C'est qu'un fusil brûle mes doigts

Qu'elles sont belles les histoires

Que ses balles sifflent parfois. »

— Paul Mirat (le 22 octobre 2016), La destinée des mains, Les heures rouges

### Instructeur de l'armée américaine
Le 10 septembre 1917, au retour d'une patrouille de nuit au sud de Nomeny, le sergent Mirat, apprend qu’il est désigné pour faire partie de la Mission militaire française envoyée aux États-Unis, entrés en guerre en avril dernier. L’armée américaine, pas préparée, est alors incapable d’être rapidement opérationnelle et de combattre en Europe.
Paul Mirat rejoint dans le courant du mois d’octobre le camp Lewis situé dans l’État de Washington où, placé sous les ordres du capitaine J. Camille Champion (256e RI/23e Cie), il doit former les cadres de la 91e division d'infanterie des États-Unis conformément aux accords Joffre-Baker. À peine installés, les Français mettent au point la meilleure méthode pour instruire rapidement environ 40 000 hommes, tout en cohabitant avec une délégation britannique chargée de « l’instruction de tranchées, de la guerre chimique et de l’emploi des mitrailleuses ». Dans un premier temps, le sergent Mirat se voit confier 200 sous-officiers puis une centaine d'officiers, avant de prendre la responsabilité de la formation des corps francs. Afin de parfaire l’instruction, un champ de bataille est reconstitué « avec ses réseaux de barbelés […] ses tranchées, […] ses boyaux de communication, […] ses abris et noyaux de résistance de toutes sortes ». Après dix mois d’efforts, la 91e USDI est considérée comme suffisamment aguerrie pour aller combattre en France.

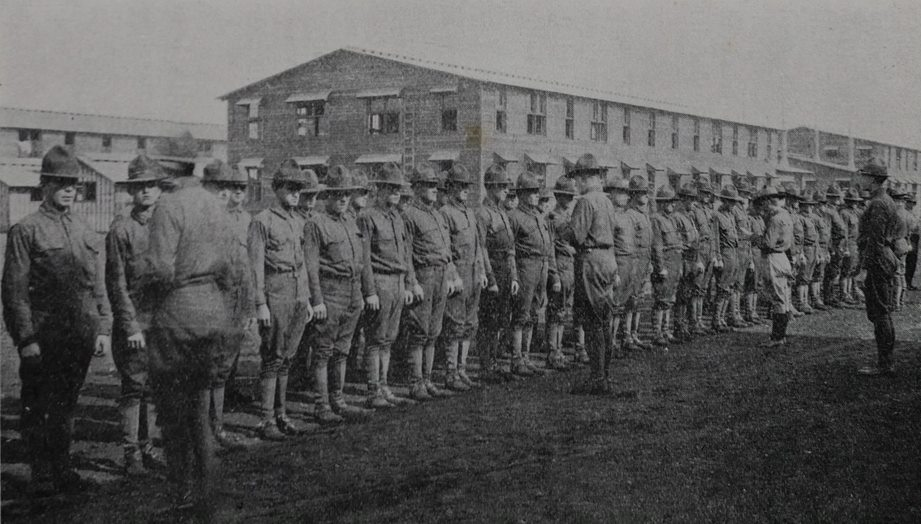
Camp Lewis 1917

Désigné à l’issue comme conférencier pour combattre « la propagande ennemie » dans le nord-ouest des États-Unis et au Canada, Paul Mirat est reçu par de nombreuses universités et par les Clubs industriels et commerciaux les plus influents. Devant des foules approchant parfois les 10 000 personnes, il explique sans relâche les arguments de la France face à l’Allemagne, tout en expliquant ce qu’est la Grande Guerre. 

« Avec son franc parler, il décrit le champ de bataille de la Somme de l'hiver dernier.
C'est si facile pour celui qui est au chaud et confortablement installé de dire : « Déplacez l'artillerie de deux miles à l'est » alors que le champ de bataille ressemble à un océan de boue. On s'y enfonce tellement que chevaux et voitures ne servent plus à rien, ainsi que les hommes pratiquement. J'ai vu 35 chevaux et 50 hommes tirant ensemble à hue et à dia une pièce d'artillerie légère. Quand un obus tombe il envoie dans les airs un nuage de boue et creuse un cratère qui devient rapidement un piège mortel. Les hommes qui glissent dans ces cratères n'en ressortent que rarement vivants. Ils s'y enlisent et meurent étouffés. J'ai vu des groupes de six à huit hommes unir leurs efforts pour tenter de sortir un seul de leur camarade de ces cratères.
Il faisait froid l'hiver dernier, bien plus froid que d'habitude, la boue qui nous enveloppait nous gelait et pendant nos déplacements, les obus boches semaient la mort parmi nous. »
« Mais », et sa voix devint triomphante, « tout ceci n'est rien par rapport aux souffrances endurées par l'Allemand. Pour chaque obus qu'il nous envoyait nous lui en retournions 10 et nous le martelions si bien qu'il était contraint de cesser le feu. » »

— Paul Mirat, American to Seal Hun's Fate, The Seattle Star, le 17 novembre 1917
« Ses discours sont fidèlement reproduits dans les principaux quotidiens nationaux et locaux grâce aux nombreux journalistes qui suivent ses déplacements. Après le quotidien L'Excelsior qui, en France, a publié ses dessins de guerre d'un humour noir et macabre, après le Times en Grande-Bretagne, le Slatter Times édite ses caricatures qui ont trait à la vie quotidienne en Amérique ». Au début de l’année 1918, Paul Mirat est confronté à une situation inédite. Face à la grève d’une partie des dockers des chantiers navals de Tacoma, au sud de Seattle, ce qui retarde les livraisons de matériels à l’armée française, il prend la parole, debout sur un simple conteneur en bois. Grâce à sa fougue, il s’attire la sympathie des grévistes qui décident, dès le lendemain, de reprendre le travail,,,.

### Retour en France
En juillet 1918, une partie de la délégation reçoit l’ordre de se joindre à la 91e USDI, en partance pour la France. À peine débarquée, cette grande unité est engagée dans l’offensive contre le saillant de Saint-Mihiel puis dans les derniers combats de Champagne. Paul Mirat, quant à lui, retrouve les corps francs du 156e RI avec lesquels il multiplie les missions. Muté au 19e escadron du Train peu après l’armistice, il est démobilisé le 2 mars 1919. Admis dans la réserve de l’armée territoriale le 1er octobre 1922, il est dégagé de toutes obligations militaires le 17 février 1928, à l’âge de 43 ans. Titulaire de la Croix de guerre 1914-1918 avec étoile de bronze, il se voit décerner la Médaille Militaire quelques années plus tard,.

## Entre-deux guerres

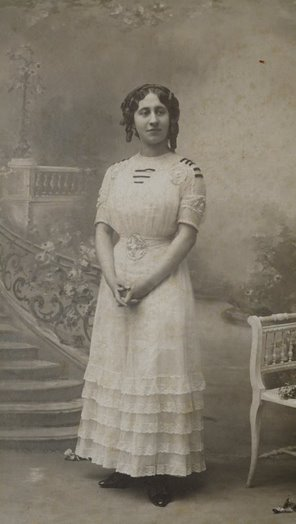
Léla Mirat

Le 22 septembre 1918, au cours d'une permission, Paul épouse Maria Elisa Larrague (Léla pour ses proches), (Bahía Blanca 1895 - Meillon 1968). Ils auront quatre enfants, Jacques (1919-1993), Claude (1920-1930), Yves (1931-1995) et Michel (1928-2015). De retour du front, le jeune couple s'installe à Meillon où Paul reprend l'élevage de chevaux créé par son père. Les cracks de Meillon brillent sur les hippodromes les plus prestigieux, Newmarket, Auteuil, Chantilly, Saint-Cloud, Maison-Laffitte, Nice, Cannes, Deauville et Pau. L'Yser, Radiola, Radis-rose, Radis Noir, remportent les grands classiques tandis que Volga pulvérise le record du monde de vitesse. Élu président du Syndicat hippique des Basses-Pyrénées, Paul Mirat écrit de nombreux articles pour les revues Auteuil Longchamp et Le Jockey.

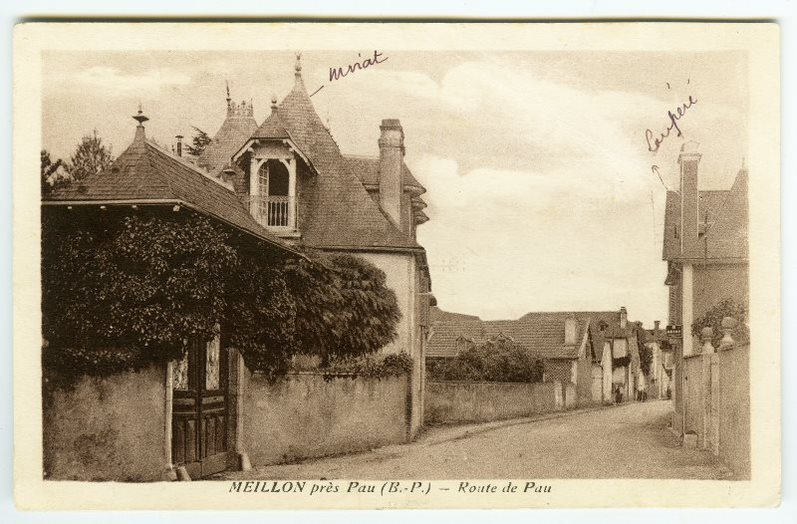
Maison Paul Mirat, 1946, Meillon

Plus que son œuvre de poète, son œuvre de peintre et son œuvre de dessinateur suscitent l'admiration de ses compatriotes et de plusieurs collectionneurs étrangers. Sa première exposition a lieu en 1920 au Palais des Pyrénées,. Durant cette période, il produit essentiellement des peintures à l'huile inspirées notamment par ses nombreux séjours en Espagne et en Italie.
Le 3 octobre 1928, la banque Dutournier, sise à Pau, est déclarée en faillite. Du jour au lendemain, Paul Mirat est ruiné ; meubles, tableaux, bronzes, livres, sont vendus à l'encan dans la cour du haras de Meillon pendant que la famille bridge dans le jardin.
En mars 1933, il intègre la rédaction de l'hebdomadaire "Vu" fondé par Lucien Vogel, dans lequel il signe une enquête sur la montée du fascisme en Italie, Mussolini lui ayant accordé un entretien d'une heure, reproduit dans son intégralité.

« C'est en toute objectivité et en laissant de côté toute idée partisane que j'ai tenu au cours d'une mission en Italie fasciste à m'instruire sur les causes de l'ascension si rapide de Musssolini au poste de dictateur... J'ai hâte de prendre contact avec cet homme, de le voir, de l'entendre, car l'intelligence consiste à tenter de comprendre ce qui nous est le plus contraire. »

— Paul Mirat, Souvenirs et Impressions de Voyage, Mission en Italie fasciste

Président de la Chambre d'agriculture des Basses-Pyrénées, il multiplie les études sur l'élevage, la protection de l'eau et des sols, la conservation des haies et, fort de sa bonne connaissance des États-Unis et de l'Argentine, en visionnaire, il avertit ses concitoyens des dangers du « tout maïs » et prône une agriculture raisonnée.

« C'est la belle saison

Autour de ma maison

Quand les glycines en guirlandes

Pleurent sur les rosiers fleuris des plates-bandes

Qui bordent le chemin

Jauni de sable fin.
C'est la belle saison

Autour de ma maison

Quant au retour des hirondelles,

J'entends leurs tris joyeux, leurs vifs battements d'ailes

Pour venir sans effroi

Nicher sous mon vieux toit.
C'est la belle saison

Autour de ma maison

Quand le cœur empli de tendresse,

Je vois mes trois enfants, rayonnants de jeunesse

Jouer sur le gazon

Autour de ma maison. »

— Paul Mirat, C'est la Belle Saison, Au soleil du midi

## Maire de Meillon 1935-1945

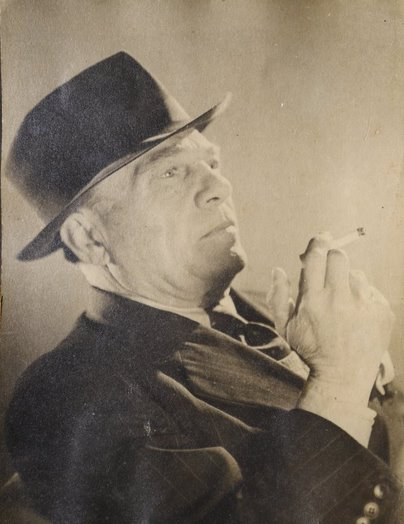

Le 16 juin 1935, Paul Mirat est élu maire de Meillon. Il voit une nouvelle guerre s'annoncer : « Aujourd'hui tout est emporté par un torrent de feu qui déferle sur notre misérable planète. Pas un cri n'ose s'élever aux lueurs de l'orage. Les yeux sont taris de larmes. La folie destructrice domine le débat et embrase le cœur des hommes ».
En avril 1937, en pleine guerre civile espagnole, il effectue une mission à Irun (Guipuscoa) où il négocie l'échange de l'aviateur Pelletier, incarcéré dans les geôles franquistes. Il note : « Je reconnais ces regards où le passé s'est éteint, où le présent devient une tragique réalité, où l'avenir allume la flamme imprécise des possibles espérances... Je les reconnais, ce sont bien eux, ceux de la Somme, ceux de Verdun... ».
Alors que les premiers réfugiés espagnols traversent la frontière, il ouvre aussitôt sa maison et exhorte chaque famille de Meillon à faire de même. Dès 1937, avec sa femme au soutien indéfectible, ils aménagent maison, écuries et granges en refuges de fortune. En juin 1940, c'est tout le village qui ouvrira ses portes à plusieurs centaines de réfugiés de toutes nationalités.
De la fin 1940 à l’été 1942, environ deux cents juifs internés au camp de Gurs, à quarante kilomètres de Pau, sont autorisés à vivre à Meillon en résidence assignée, pendant quelques semaines ou quelques mois. La plupart essayent de quitter la France, certains parviennent à obtenir des visas pour les USA ou Cuba, d’autres tentent de passer en Suisse, en Italie ou en Espagne. Plusieurs dizaines de ces réfugiés échapperont ainsi à la déportation.
Fin août 1942, presque tous les juifs restés à Meillon sont ramenés au camp de Gurs pour être transférés à Rivesaltes, puis à Drancy, et envoyés vers les camps d’extermination en Pologne. Seuls quelques hommes survivront jusqu’en 1945. Parmi les enfants passés à Meillon avec leur famille, plusieurs sont sauvés grâce à des organisations, telle l’OSE, qui les cachent en France ou les font passer en Suisse.
Parallèlement aux documents administratifs officiels, Paul Mirat avait ouvert dès 1939 un registre où il rassemblait les données d’état-civil et une photo d’identité de chaque personne arrivée dans la commune. C’est grâce à ce registre que l’histoire des réfugiés accueillis à Meillon peut être connue et transmise.

## Après la seconde guerre mondiale

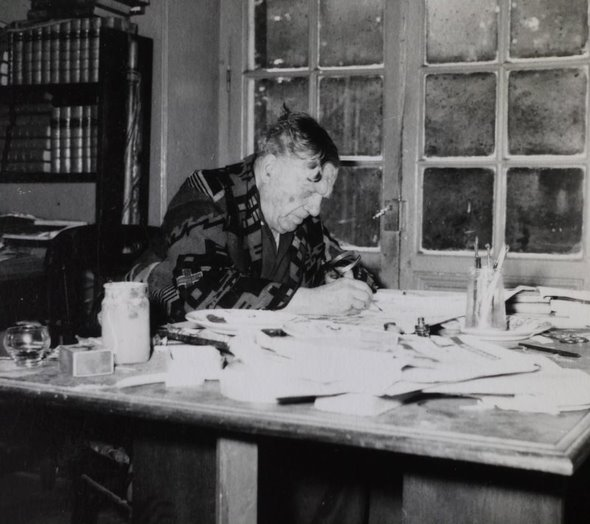
Paul Mirat dans son atelier, Meillon, 1962

En 1946, Paul fonde la Fédération des Raids Hippiques de France dans le but de favoriser le développement de la race de trotteurs sur route. La Fédération réunit 170 sociétés hippiques et comités et 600 propriétaires de chevaux de raids. La Fédération des Raids Hippiques organise toujours des courses de trotteurs attelés mais, après avoir été national, son rayonnement est aujourd'hui limité aux départements du Sud de la France.
De juin à septembre 1988, le Musée national du château de Pau a organisé une rétrospective de l'œuvre de Paul Mirat intitulée "L'homme derrière l'image".
Le 18 mai 2019 François Bayrou, maire de Pau, a inauguré le centre culturel de Meillon baptisé Espace Paul-Mirat. Ce lieu abrite une exposition réalisée par le collectif des habitants de la rue Paul-Mirat à Pau réunis dans l'association "Les Amis du quartier Paul-Mirat". Le même jour, à l'initiative de l'association "Les Pacaniers de Jefferson", Mr Daniel E. Hall, consul des Etats-Unis à Bordeaux, a planté un pacanier, faisant de Meillon un haut lieu de l'amitié franco-américaine.

## Œuvres
- Fichier:Vue_de_Montmartre_en_1900.jpg
- Fichier:2021-10_14_Mirat_La_Retraite_aux_Flambeaux_14_juillet_1914_3200x2189.jpg
- Fichier:Gaston-Comte-de-Foix.jpg
- Fichier:Le_Souper_de_Minuit_de_Gaston_Phoebus.jpg

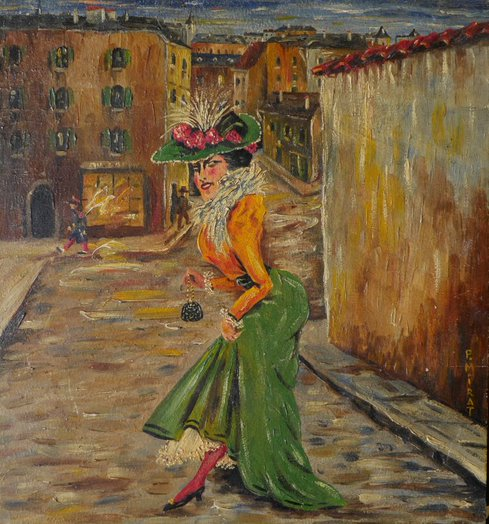
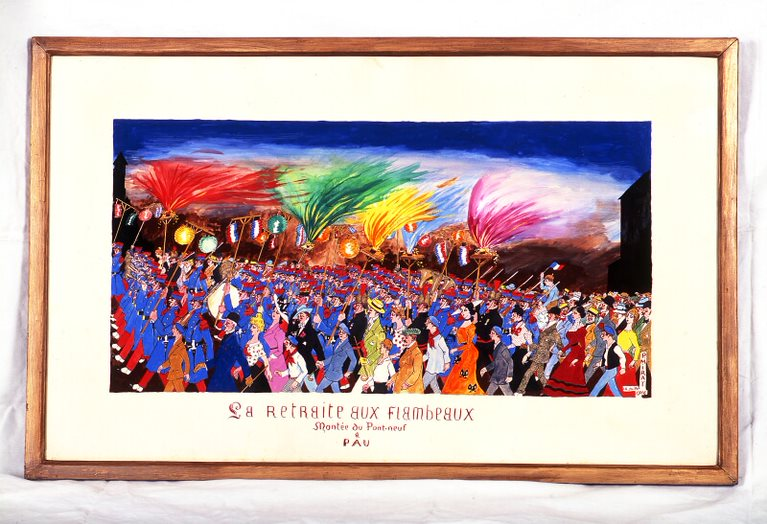
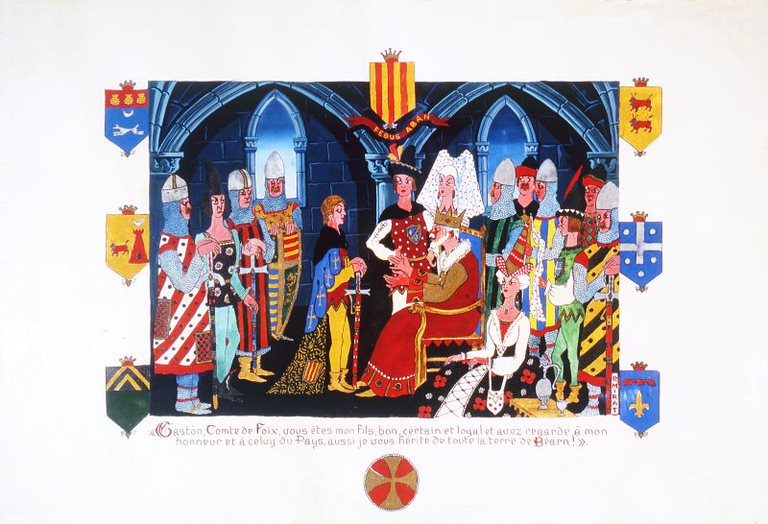
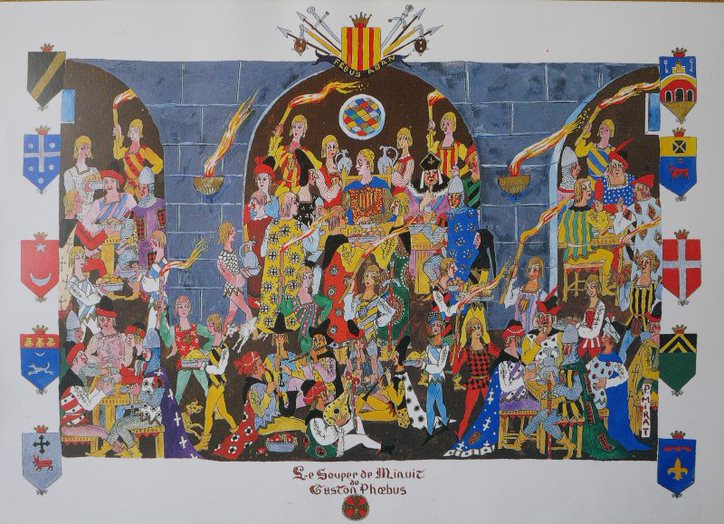
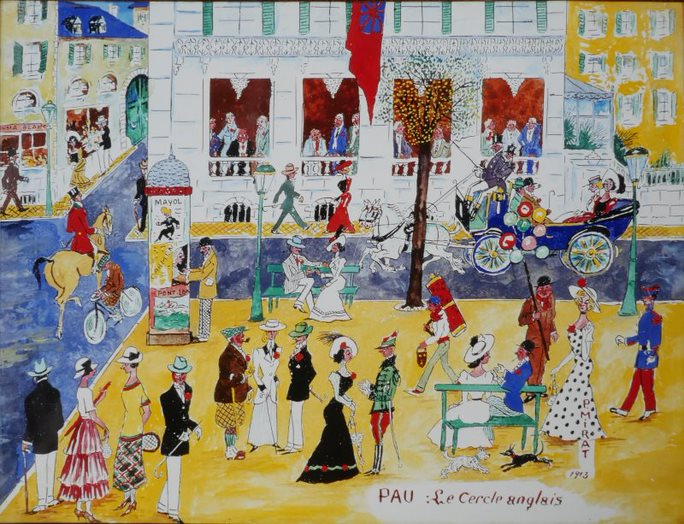
Fichier:2021-10-05_Mirat_8672_Le_Cercle_Anglais.jpgPaul Mirat, le Cercle Anglais
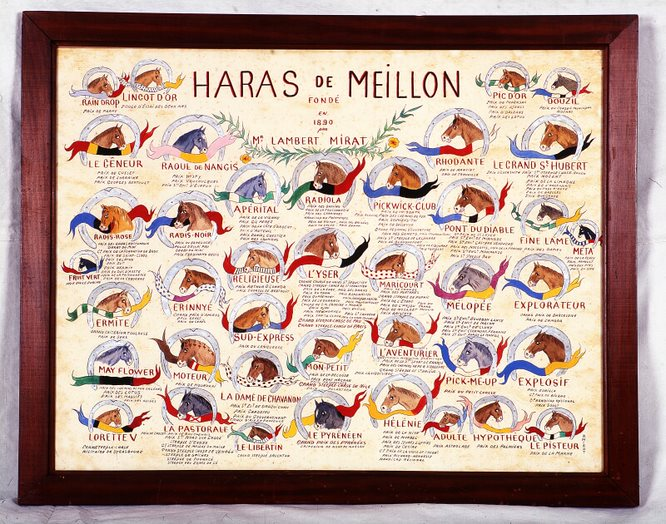

- Fichier:2021-10_14_Mirat_Haras_de_Meillon_1890_3200x2320.jpg
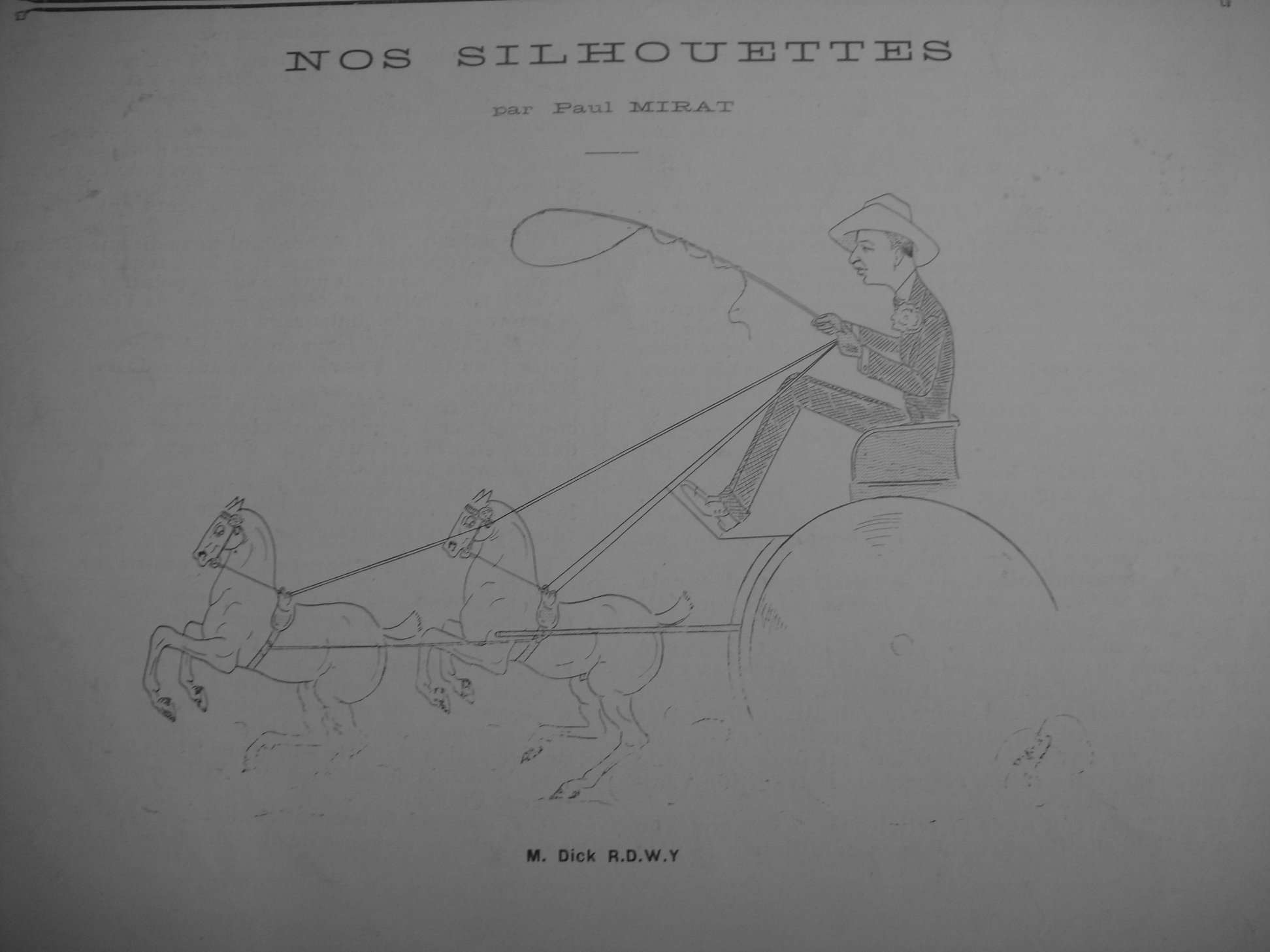
Fichier:Dick_Ridgway.jpgDick Ridgway vu par son ami Paul Mirat.

## Galerie

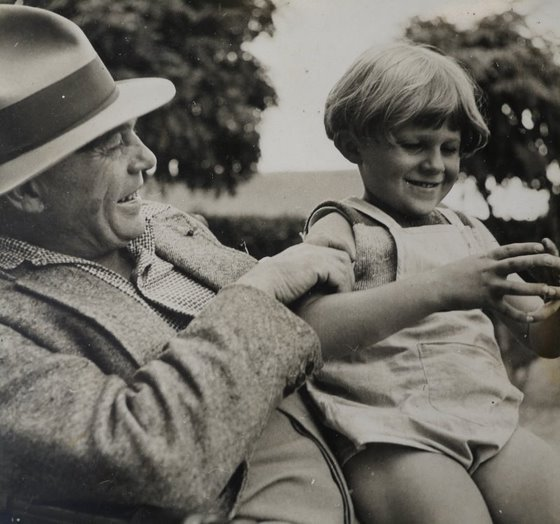
Paul Mirat et son fils Michel
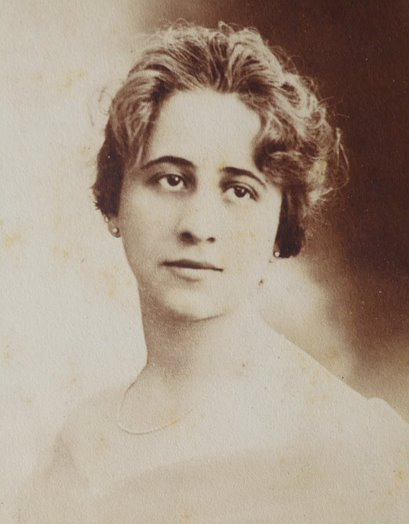
Léla Mirat
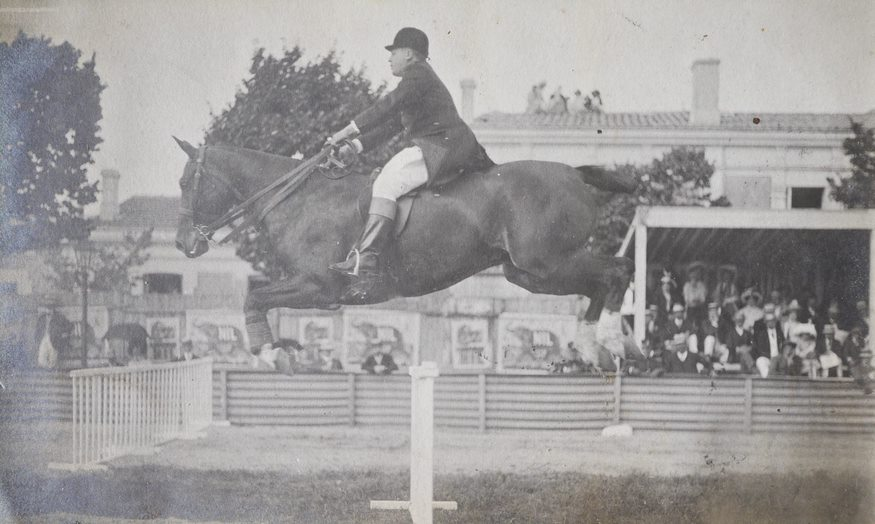
Paul Mirat remporte le concours hippique de Royan (1903)
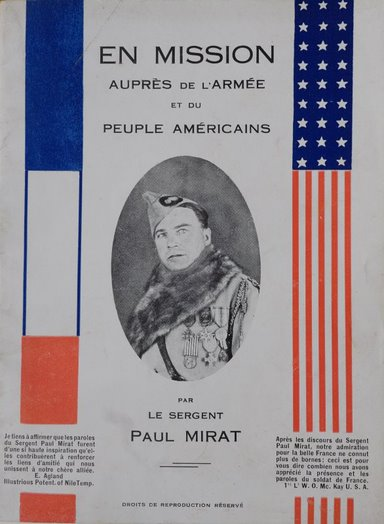
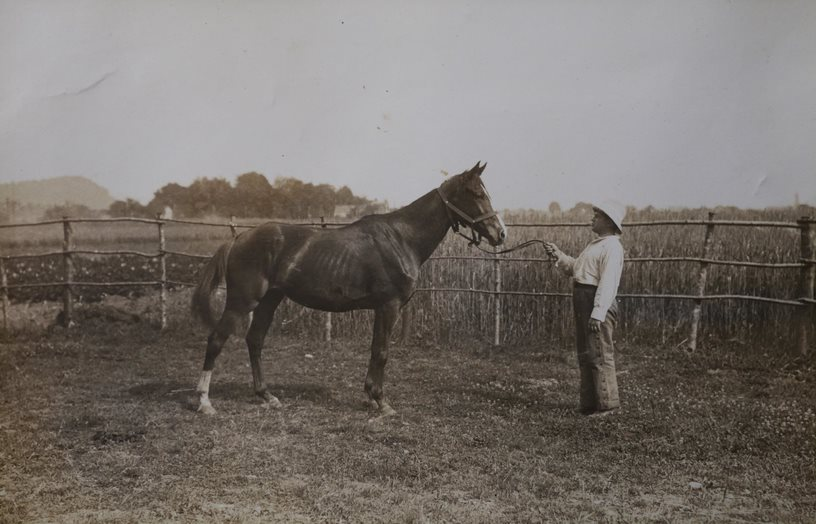
Paul Mirat en Argentine 1920
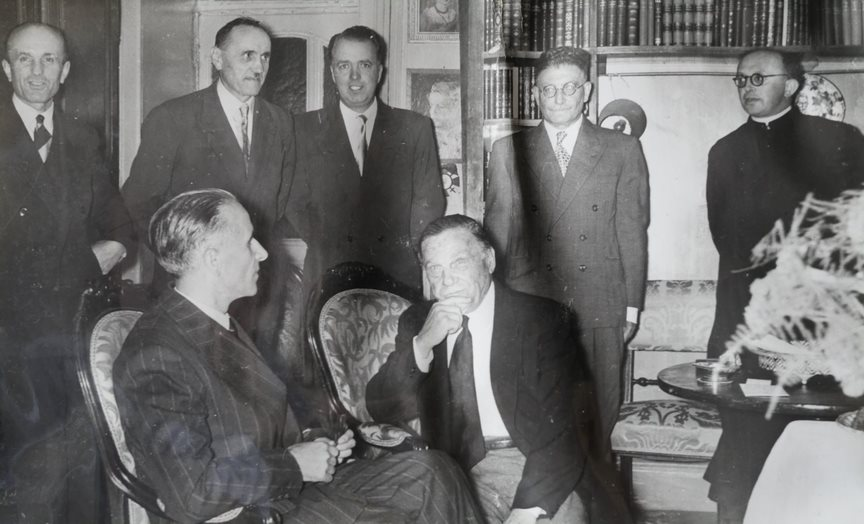
Paul Mirat reçoit la Légion d'honneur, 1953

## Publications
- La chanson des épées, Paul Mirat, Sergent au 156e Régiment d’Infanterie, Imprimerie, Lithographie Garet-Haristoy, Pau, 1917.
- Sous le casque, éditions Empérauger, Pau, 1917.
- En Mission auprès de l'Armée et du Peuple Américains, Éditions Lescher-Moutoué, Pau, sans date.
- Les heures rouges, Illustrations d'Ernest Gabard. Société du livre d'Art Ancien et Moderne,6, rue de Savoie. Paris. 1925. (réédition de nombreux poèmes de la Chanson des épées).
- Au soleil du Midi, Illustration d'Ernest Gabard, Société du livre d'Art et Moderne. Paris, 1927.
- Silhouettes. Imprimerie Moderne, Pau, 1927.
- Pau, Capitale du Cheval, Éditions l'Indépendant, Pau, 1932.
- Au choc des vérités, Illustrations P. Mirat. Imprimeries Modernes, Éditions P. Mirat, 1933.
- La route embrasée, Illustrations Ernest Gabard et P. Mirat. Marrimpouey Jeune, Pau, 1937.
- Aux jours heureux de ma bonne Ville, Illustrations E. Gabard, Imprimerie Marrimpouey Jeune, Pau, 1939.
- IVe centenaire de la naissance d'Henri IV. Pau, 1953. Poème dédié à Vincent Auriol et tous les Français du monde. I.C.P. 1953
- Fédération des raids hippiques de France, Le raid hippique français, Statuts, règlements, catalogue. Articles de Paul Mirat, président de la fédération des Basses-Pyrénées, P. Mirat en couverture (Ph. NE.).
- Publicité de Paul et Yves Mirat pour la production d'imageries historiques pour mairies et restaurants. Imprimerie Marrimpouey Jeune, Pau, 1953.
- Souvenirs et Impressions de voyages, Imprimerie commerciale de la IVe République des Pyrénées, Pau, sans date.
- Le Sistre d'Airain, I.C.P, 11 rue Joffre, Pau, 1963

## Distinctions
- Chevalier de la Légion d’honneur, le 15 octobre 1953
- Médaille militaire
- Croix de guerre 1914-1918
- Officier des Palmes académiques
- Commandeur du Mérite agricole